# Verbena (Alabama)
Verbena, también conocida como Summerfield, es un área no incorporada en el condado de Chilton, Alabama, Estados Unidos. El nombre de la comunidad proviene de la flor de la región, la Verbena. Verbena se convirtió en un lugar turístico popular para la ciudadanía más acomodada de Montgomery, la capital del estado, durante los brotes de fiebre amarilla de finales del siglo XIX y principios del siglo XX. Muchas casas señoriales, algunas de las cuales han sido renovadas y restauradas recientemente, se alinean en las calles de la ciudad como un recordatorio de este pasado histórico.

## Historia
La ciudad fue construida junto al ferrocarril que actualmente es propiedad de CSX Transportation. En su apogeo, Verbena tenía dos hoteles, un banco, una oficina de correos y una tienda general. Muchos de esos edificios ya no están o están tapiados hoy, pero la Iglesia Metodista Unida de Verbena todavía se encuentra en County Road 59 cerca del centro de la ciudad. Según el censo de Estados Unidos de 1890, Verbena tenía una población de 756 habitantes, lo que la convertía en la comunidad más grande del condado de Chilton en ese momento.

## Era moderna
Hoy, Verbena es una comunidad tranquila en las afueras de Clanton. La ciudad está ubicada en la Ruta 31 de los Estados Unidos, nueve millas al sur de la salida 205 de la Interestatal 65. Tiene una oficina de correos de USPS (código postal 36091), varias pequeñas tiendas especializadas y numerosas iglesias. La escuela local es Verbena High School (K5-12), hogar de los Red Devils. La comunidad es atendida por el Departamento del Sheriff del condado de Chilton y Verbena Volunteer Fire and Rescue.
Otras comunidades en el área que normalmente se consideran parte de Verbena son Cooper (pronunciado "Coopers" por muchos lugareños), Enterprise (que no debe confundirse con la ciudad de Enterprise en el sur de Alabama) y Midway.
La ciudad está incluida en el Registro Nacional de Lugares Históricos y esta clasificado como distrito histórico.

## Clima
El clima en esta zona se caracteriza por veranos calurosos y húmedos e inviernos generalmente suaves a fríos. Según el sistema de clasificación climática de Köppen, Verbena tiene un clima subtropical húmedo, abreviado "Cfa" en los mapas climáticos.

## Galería

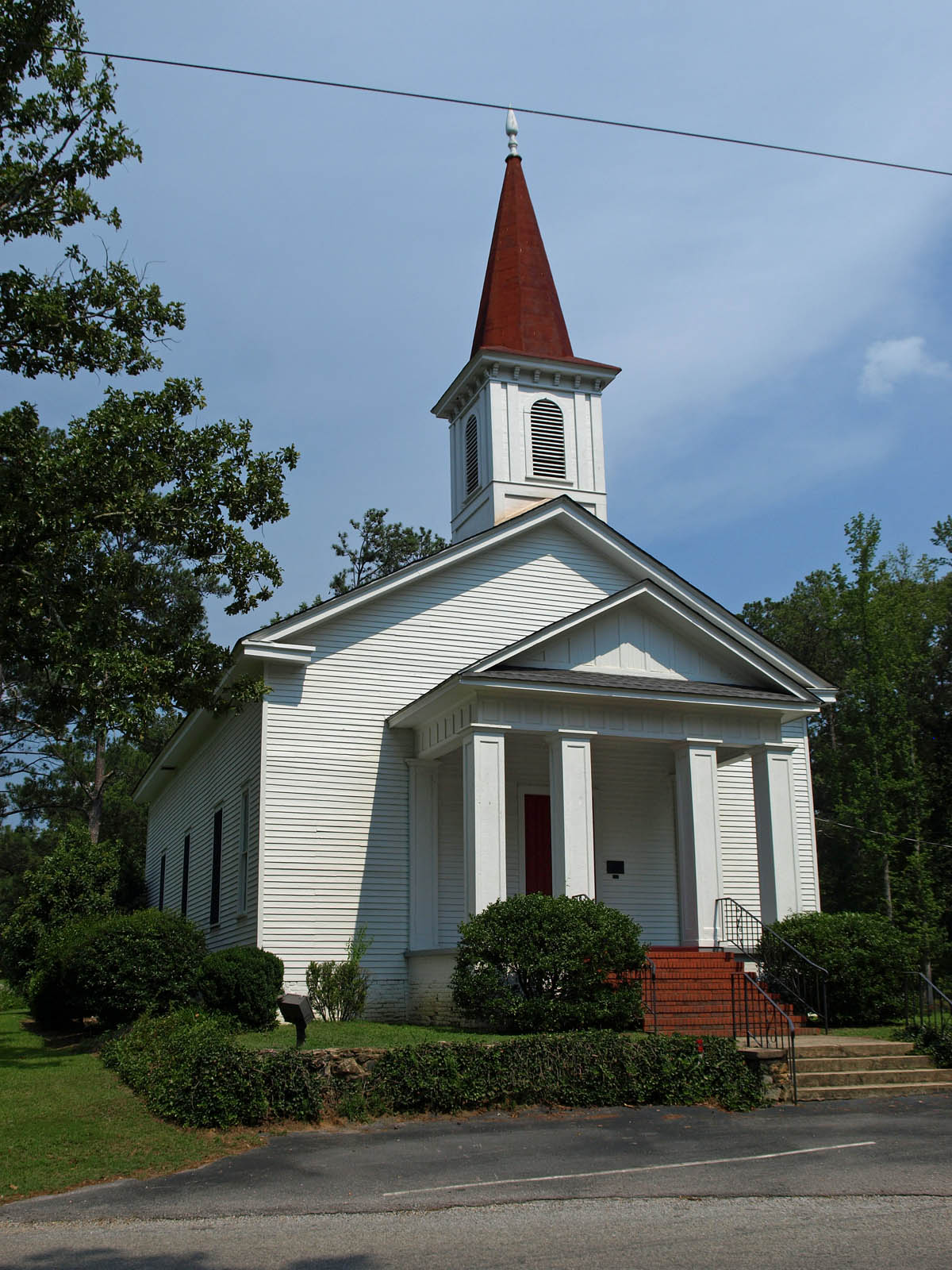
Iglesia Metodista Unida de Verbena.
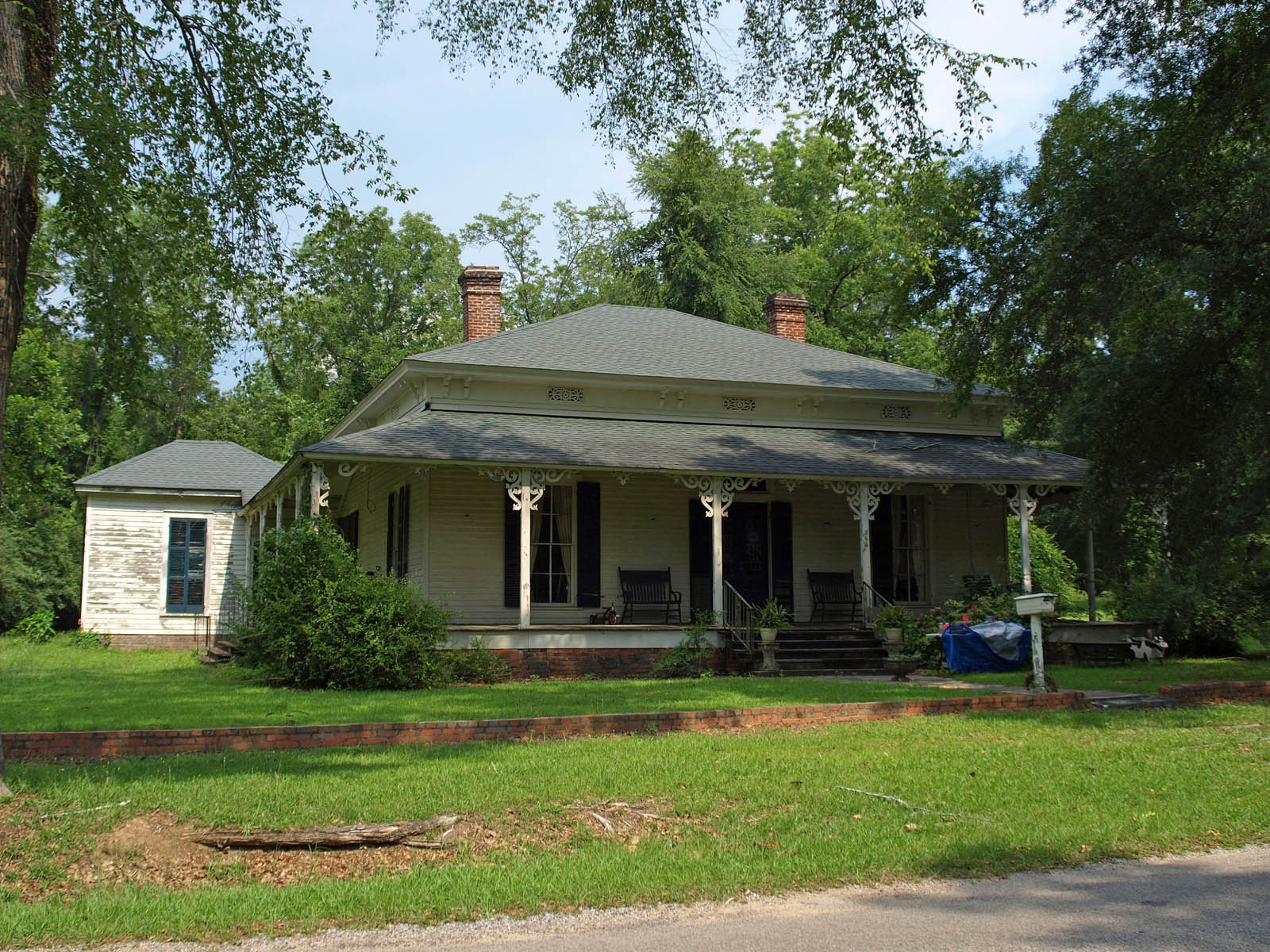
Casa Wingate-Weir.
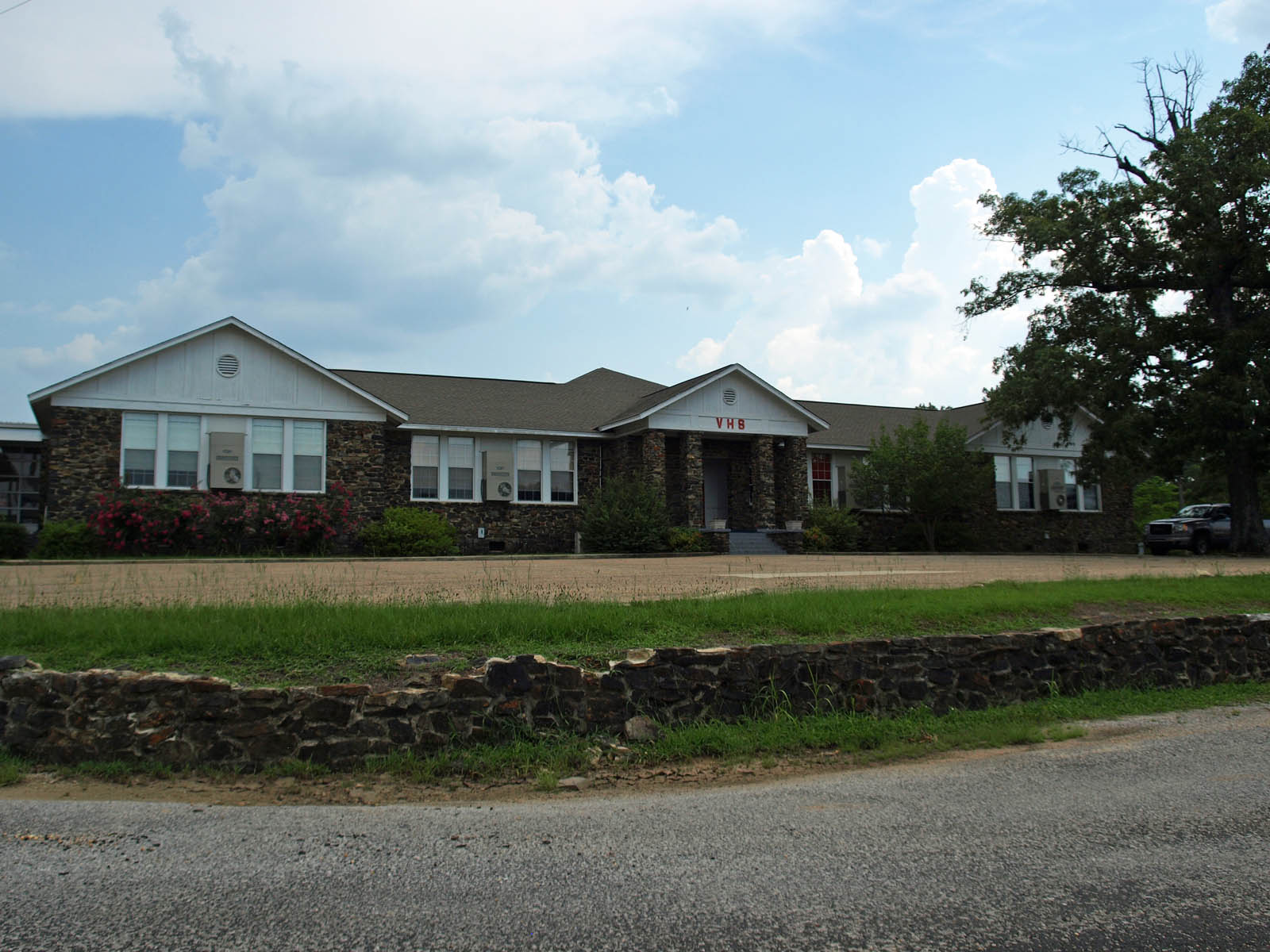
Escuela secundaria de Verbena.
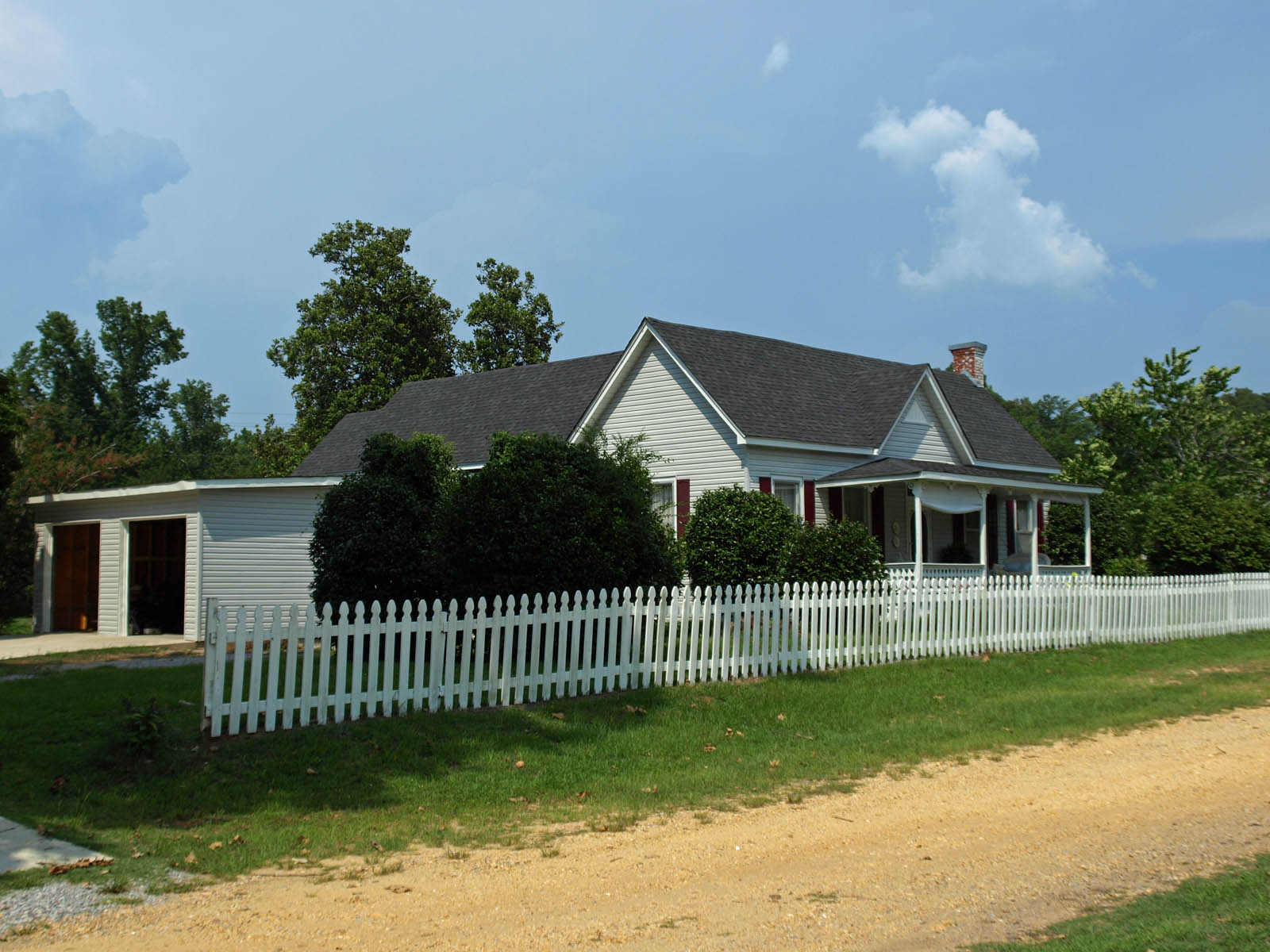
Casa Dennis-Howard.
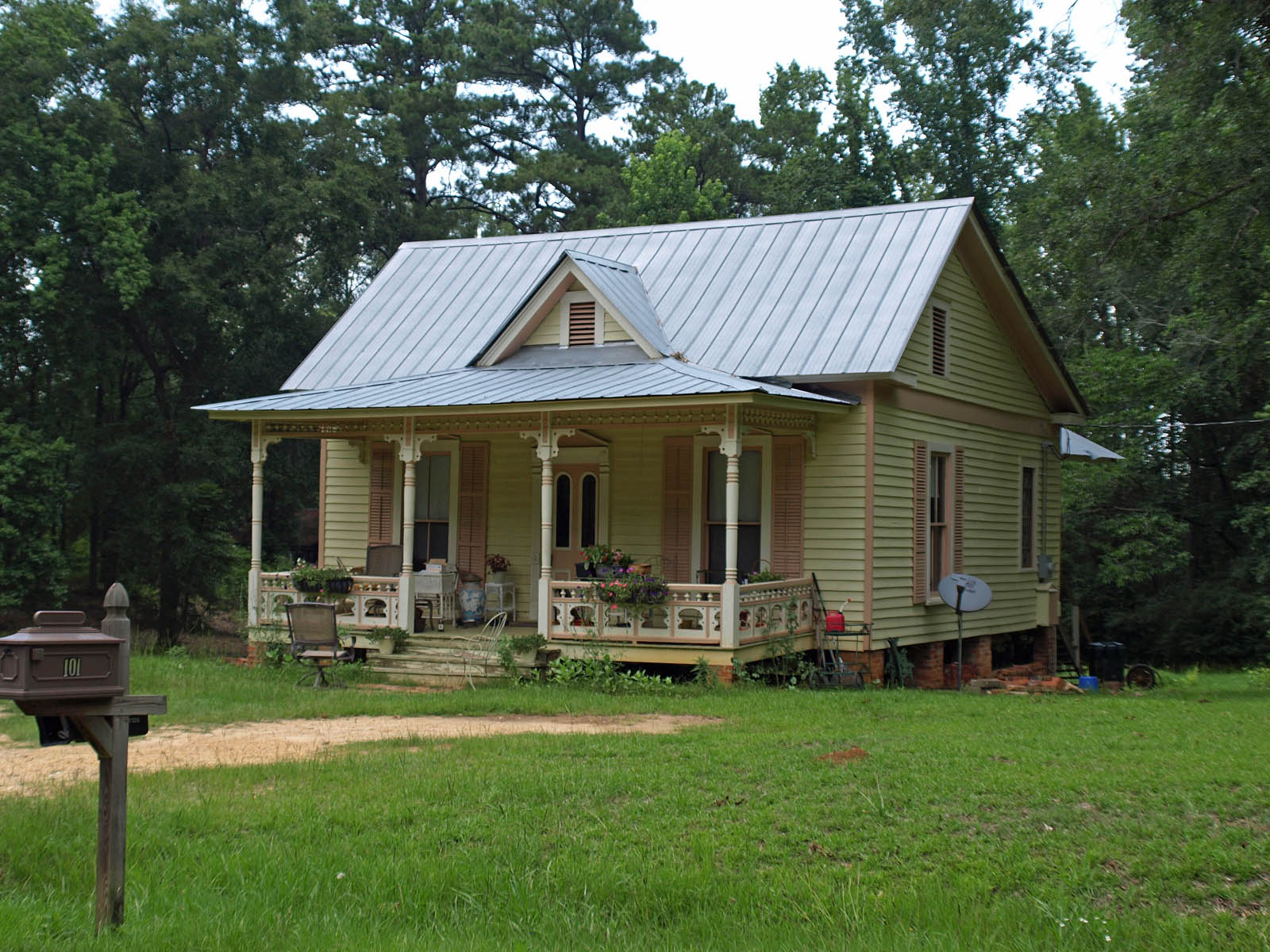
Peach Blossom..